# БТР-50
ВТР-50 је совјетски оклопни транспортер са амфибијским могућностима базиран на шасији лаког тенка ПТ-76. БТР-50 је гусеничар, за разлику од осталих возила БТР фамилије који су точкаши.

## Историјат и опис
БТР-50 је Совјетски оклопни транспортер са амфибијским могућностима. Базиран је према шасији лаког амфибијског тенка ПТ-76, развијен 1952 и у употребу Црвене армије ушао је 1954. БТР је скраћеница од „Бронетранспортер“ што значи „оклопни транспортер“. Као и ПТ-76, БТР-50 има равнао тело облика чамца, спремно да савлада сваку водену препреку. У води га покрећу два пропелера, по један на свакој страни тела.

## Историјат употребе
Оклопни транспортери серије БТР-50 служили су у пуковима механизоване пешадије тенковских дивизија Црвене армије и Војске Источне Немачке. Верзије командних возила користиле су многе чланице Варшавског пакта. На пример, Финска и даље користи БТР-50 као комуникационо возило са модерним дигиталним технологијама.
БТР-50 и његов Чешки/Пољски клон, ОТ-62/Топас коришћени су од стране Египта и Сирије за време Шестодневног рата (1967). Неки транспортери заробљени су од стране Израелаца и коришћени у току рата 1973. Неки Израелски оклопни транспортери БТР-50 су касније прослеђени Јужном Либану.

## Верзије
БТР-50П (1952)
Прва верзија. Отворен кров изнад посаде, нема наоружање.
БТР-50ПА (1954)
Митраљез КВП монтиран на кров код командирове куполе.
БТР-50ПК (1958)
Додат оклопљен кров и митраљез 7,62 mm СГМБ.
БТР-50ПУ (1959)
Командна верзија БТР-50. Транспортује 10 војника. Није наоружан и има потпуно оклопљен кров.
БТР50ПУМ-1 (1972)
Командна верзија која прима 8 војника, унапређена верзија БТР-50ПУ.
БТР-50ПК(Б)
Оклопно возило за извлачење.
МТР
Возило за техничку подршку.
МТК
Чистач мина.
Објект 914
Експериментална верзија БВП.
БТР-50ПК (Југоимпортово унапређење) (2005)
Контроверзија ОТ БТР-50ПК у борбено возило пешадије коју нуди Југоимпорт СДПР. Пакет унапређења чине купола (за БВП М-98 Видра), топ 30 mm, Заставин митраљез М86 7,62 mm, четири бацача димних кутија и две противоклопне ракете Маљутка.
ОТ-62 А/Б/Ц (ТОПС)
Чешка/Пољска верзија оклопног транспортера БТР-50.
ВТР-ТОПАС
Чешко/Пољско оклопно возило за извлачење базирана на ОТ-62.
Тип 77
Кинески амфибијски оклопни транспортер базиран на амфибијском лаком тенку Тип 63 који је Кинеска верзија ПТ-76. Све у свему није копија оклопног транспортера БТР-50, али је веома слична по изгледу.
Тип 77-1
Амфибијски оклопни транспортер/артиљеријски тегљач дизајниран да носи топ на крову. Возило има хидрауличне рампе.
Тип 77-2
Амфибијски оклопни транспортер. Нема рампе.

## Корисници
- AFG
- ALB
- АЛЖ
- ВИЈ
- ГВИ
- ДДР
- ЕГИ
- ЗИМ
- ИНД
- ИРН
- ИРК
- ИЗР
- КОН
- Мађарска
- МАР
- НИК
- ПОЉ
- Русија
- Северна Кореја
- СИР
- Србија
- ФИН
- ЧЕХ
- МНЕ

## Повезани садржаји

### Именовано следовање
BTR-40 - BTR-50 - BTR-60 - BTR-70 - BTR-80